# Temnochila chalcea
Temnochila chalcea là một loài bọ cánh cứng trong họ Trogossitidae. Loài này được Kirsch miêu tả khoa học năm 1873.